# ジョン・ウッドハウス (第2代ウッドハウス男爵)

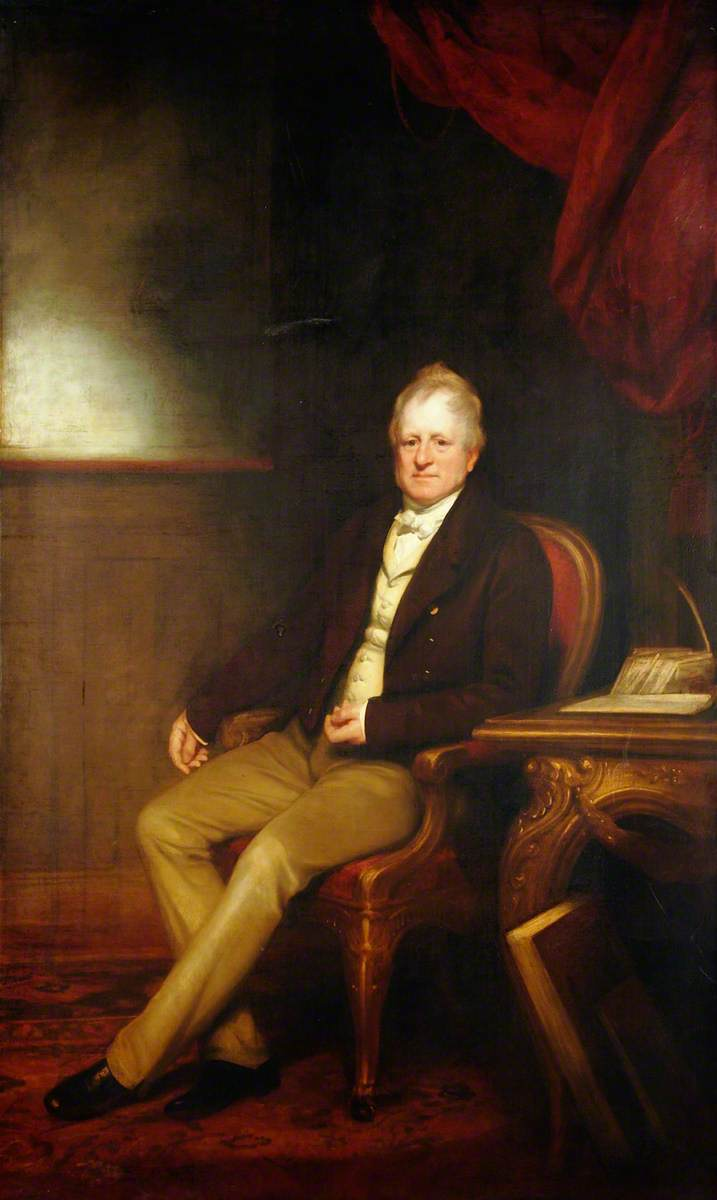
トマス・フィリップスによる肖像画、1832年。

第2代ウッドハウス男爵ジョン・ウッドハウス（英語: John Wodehouse, 2nd Baron Wodehouse、1771年11月11日 – 1846年5月31日）は、イギリスの貴族、政治家。トーリー党に所属し、庶民院議員（在任：1796年 – 1802年、1818年 – 1826年）を務めた。

## 生涯
初代ウッドハウス男爵ジョン・ウッドハウスと妻ソフィア・（Sophia、旧姓バークリー（Berkeley）、1747年8月6日 – 1825年4月16日、チャールズ・バークリー閣下の娘）の息子として、1771年1月11日に生まれ、2月12日にセント・ジョージ・ハノーヴァー・スクエアで洗礼を受けた。1783年から1786年までウェストミンスター・スクールで教育を受けた後、1787年10月14日、オックスフォード大学クライスト・チャーチに入学した。1793年にイースト・ノーフォーク民兵隊の大尉に任命され、1798年に民兵隊の隊長に任命された。
1796年イギリス総選挙で初代アイルズベリー伯爵トマス・ブルーデネル＝ブルースの支持を受けてグレート・ベッドウィン選挙区から出馬、当選を果たした。議会では父と同じく小ピットを支持した。
1802年イギリス総選挙でトマス・クックによるノーフォーク選挙区の議席独占に対抗して出馬を表明した。ウィリアム・ウィンダムも出馬を表明したため、ウッドハウスは一旦は出馬を取りやめたが、ウィンダムは後に別の選挙区で議席を得てノーフォークでの出馬を断念、ウッドハウス支持を表明した。クックへの対抗を表明したウッドハウスに対し、ホイッグ党がウッドハウスの政府支持と爵位相続人の地位を攻撃して、選挙戦が接戦になったが、結局ウッドハウスは得票数3位（3,516票）で落選、投票再検査も結果を覆すには至らなかった。
1806年イギリス総選挙ではウィンダムが陸軍・植民地大臣に就任して与党ホイッグ党に転じ、クックと組んで選挙戦に挑んだ。1802年の総選挙でクックが支持した第5代準男爵サー・ジェイコブ・アストリーは選挙戦に挑めるほどの資金がなく、立候補を断念したが、クックとアストリー支持を表明した。ウッドハウスは再び立候補して、今度も得票数3位（3,365票）で落選したが、地元のトーリー党婦人による選挙申し立ての結果、政府による介入が証明されて選挙無効が宣告された。ウッドハウスは機に乗じて再選挙に立候補することを拒否したが、選挙戦に三たび挑めるほどの資金がなく、1807年と1812年の総選挙でクックの候補の当選を阻止できなかった。1817年にアストリーが死去して補欠選挙が行われたときにも立候補せず、甥エドモンド・ウッドハウスを支持するにとどまった。
1818年イギリス総選挙で第2代アイルズベリー伯爵チャールズ・ブルーデネル＝ブルースの支持を受けてマールバラ選挙区で当選、1820年イギリス総選挙にも再選した。2度目の議員期ではリヴァプール伯爵内閣（1812年 – 1827年）を支持したが、『英国議会史』によれば、議会の記録では同時期に議員を務めた甥エドモンドと区別が難しかったという。1821年11月1日にノーフォーク統監に、1822年3月5日にノーフォーク海軍次官に任命され、いずれも1846年に死去するまで務めた。それ以外ではカトリック解放に反対し（1821年2月、1825年3月）、スコットランド貴族代表議員の制度改革に反対した（1823年6月）。1825年8月には引退を表明、1826年イギリス総選挙をもって議員を退任した。議員退任にあたり、父がウッドハウスの長男ヘンリーを当選させるようアイルズベリー侯爵（第2代アイルズベリー伯爵が1821年に昇叙）に申請したが、アイルズベリー侯爵は親族を当選させるつもりであり、申請は失敗に終わった。
1830年イギリス総選挙で甥エドモンドを支持したが、エドモンドが1829年ローマ・カトリック信徒救済法に賛成票を投じて人気を失ったため、エドモンドに立候補辞退を勧めた。1831年イギリス総選挙では第1回選挙法改正への反対により、あまり目立たないように活動し、1832年イギリス総選挙ではイースト・ノーフォーク選挙区で保守党候補を支持した。1834年5月29日に父が死去すると、ウッドハウス男爵位を継承した。1835年イギリス総選挙では統監としての地位を利用して、イースト・ノーフォークの保守党候補を支持したが、概ね広く尊敬された統監だったとされる。
1846年に貴族院で代理投票の手続きをして、死去から3日前、5月28日から29日にかけての夜に穀物法廃止への賛成票を投じさせた。同年5月31日にキンバリーで死去、次男ヘンリーの息子ジョンが爵位を継承した。

## 家族
1796年11月18日、シャーロット・ローラ・ノリス（Charlotte Laura Norris、1845年6月24日没、ジョン・ノリスの娘）と結婚、6男5女をもうけた。
- ノリス・ジョン（Norris John、1798年5月 – 1819年5月25日） - 生涯未婚[1][11]
- ヘンリー（1799年3月19日 – 1834年4月29日） - 1825年4月7日、アン・ガードン（Anne Gurdon、1880年1月14日没、セオフィラス・ソーンハッグ・ガードンの娘）と結婚、子供あり。初代キンバリー伯爵ジョン・ウッドハウスの父[1]
- ローラ・ソフィア（1801年1月13日 – 1869年2月17日） - 1825年6月28日、レイクス・カリー（英語版）（1881年10月16日没）と結婚、子供あり[11][12]
- エドワード（1802年6月5日 – 1874年3月17日） - 1838年11月10日、ダイアナ・ソーントン（Diana Thornton、1884年3月13日没、ソーントン大佐の娘）と結婚、子供あり[12]
- シャーロット・ローラ（1803年9月2日 – 1878年3月9日） - 1847年1月5日、リチャード・フェイヤー（Richard Phayre）と結婚、子供なし[11][12]
- ヘンリエッタ・ローラ（1805年3月30日 – 1897年4月13日） - 1834年8月7日、ジョン・デイヴィッド・チェンバーズ（John David Chambers、1893年没）と結婚、子供なし[11][12]
- バークリー（1806年5月14日 – 1877年9月13日） - 1837年6月5日、ファニー・ホームズ（Fanny Holmes、1871年4月2日没、アレクサンダー・ホームズの娘）と結婚、子供あり[12]
- キャロライン・エリザベス・ローラ（1810年12月22日 – 1856年7月1日） - 1836年4月30日、J・スウェイツ（J. Thwaites）と結婚[11][12]
- バートラム（Bertram、1813年4月30日 – 1856年10月11日） - 陸軍士官[12]
- アルフレッド（1814年6月10日 – 1848年9月6日） - 1840年4月21日、エマ・ハミラ・マクドナルド（Emma Hamilla Macdonald、1852年4月5日没、レジナルド・マクドナルドの娘）と結婚、子供あり[12]
- エマ・ローラ（1829年までに没[11]）